# Streuefläche
Streueflächen gelten gemäß der schweizerischen Begriffsverordnung (Verordnung über landwirtschaftliche Begriffe und die Anerkennung von Betriebsformen) als extensiv genutzte Flächen, welche meistens Nass- und Feuchtstandorte betreffen. Die Streuefläche wird alle ein bis drei Jahre geschnitten und deren Ertrag wird nur ausnahmsweise als Futter auf dem Betrieb verwendet. 
Streueflächen werden im Rahmen der Minimalanforderungen für Direktzahlungen zu den ökologischen Ausgleichsflächen (mind. 7 % der gesamten landwirtschaftlichen Nutzfläche) angerechnet und sind beitragsberechtigt (Acker- und Übergangszone: 1500 CHF/ha, Hügelzone: 1200 CHF/ha, Bergzone I & II: 700 CHF, Bergzone III & IV: 450 CHF/ha). Auf Streueflächen können bei Erfüllung bestimmter Kriterien auch Vernetzungsbeiträge (500 CHF/ha) und Qualitätsbeiträge (500 CHF/ha) gemäss Ökoqualitätsverordnung ausbezahlt werden.
Auf der beitragsberechtigten Streuefläche sind Düngung und Pflanzenbehandlungsmittel nicht erlaubt. Mindestens alle drei Jahre muss eine Schnittnutzung erfolgen, dabei muss das Schnittgut zwingend abgeführt werden, jedoch sind Ast- und Streuehaufen als Unterschlupf für Tiere erlaubt und erwünscht. Der früheste Schnitttermin ist der 1. September, die Mindestfläche beträgt 5 ar. Nach Anmeldung der beitragsberechtigten Streuefläche muss die Nutzung sechs Jahre lang am gleichen Standort erfolgen. 
Aus naturschützerischen Überlegungen sind die finanziellen Beiträge der Streueflächennutzung für die Aufrechterhaltung der Minimalnutzung sehr wichtig, da vergandete Flächen schnell ihre überdurchschnittliche Artenvielfalt einbüssen.
 Siehe auch: Streuwiese